# Liste in Nicaragua vorhandener Dampflokomotiven
Dies ist eine Liste von erhaltenen Dampflokomotiven auf dem Gebiet von Nicaragua.

## Schmalspurlokomotiven 1067 mm
| Bild | Nummer oder Name | Bauart / Achsfolge | Hersteller                 | Fabrik-nr. | Baujahr | Historie | Eigentümer / Betreiber / Strecke | Standort    | Bemerkungen            |
| ---- | ---------------- | ------------------ | -------------------------- | ---------- | ------- | -------- | -------------------------------- | ----------- | ---------------------- |
|      | 5                | 1'D                | H.K. Porter                | 6595       | 1910    |          |                                  | Chichigalpa | [ 1 ]                  |
|      | 1                | 2'B                | Davenport Locomotive Works | 1274       | 1912    |          |                                  | Corinto     | [ 2 ]                  |
|      | 3 "Benard"       | 1'B                | ?                          | ?          | ?       |          |                                  | Granada     | [ 3 ]                  |
|      | 21               | 2'C                | Baldwin Locomotive Works   | 36395      | 1911    |          |                                  | Granada     | [ 4 ]                  |
|      | ?                | 1'B1' n2t          | ?                          | ?          | 1904    |          |                                  | Managua     | Wrack, ohne Führerhaus |